# Shane O’Connor
Shane O’Connor (ur. 15 listopada 1973 w Dublinie) – irlandzki narciarz alpejski, uczestnik Zimowych Igrzysk Olimpijskich 2010 w Vancouver.
W 1993 roku po raz pierwszy wystartował w mistrzostwach świata w narciarstwie alpejskim. Zajął wówczas 48. miejsce w slalomie mężczyzn. W zawodach rangi mistrzowskiej, w slalomie i slalomie gigancie, startował także w latach 2003-2009. Spośród wszystkich startów najwyżej sklasyfikowany został w lutym 2007 w szwedzkim Åre, gdzie uplasował się na 46. miejscu w slalomie.
W 2010 roku wziął udział w igrzyskach w Vancouver. Zajął 45. miejsce w slalomie mężczyzn. Na igrzyskach w Vancouver był najstarszym z członków reprezentacji Irlandii, mając ponad 36 lat. W trakcie ceremonii zamknięcia igrzysk olimpijskich pełnił funkcję chorążego reprezentacji Irlandii.

## Osiągnięcia

### Igrzyska olimpijskie
| Igrzyska        | Konkurencja | Przejazd 1 | Przejazd 2 | Łącznie | Miejsce | Zwycięzca        |
| --------------- | ----------- | ---------- | ---------- | ------- | ------- | ---------------- |
| 2010, Vancouver | Slalom      | 1:00,83    | 1:04,31    | 2:05,14 | 45.     | Giuliano Razzoli |

### Mistrzostwa świata
| Mistrzostwa        | Konkurencja   | Przejazd 1 | Przejazd 2 | Łącznie | Miejsce | Zwycięzca           |
| ------------------ | ------------- | ---------- | ---------- | ------- | ------- | ------------------- |
| 1993, Morioka      | Slalom        |            |            | 2:41,63 | 48.     | Kjetil André Aamodt |
| 2003, Sankt Moritz | Slalom gigant | 1:36,25    | 1:41,36    | 3:17,61 | 70.     | Bode Miller         |
| 2003, Sankt Moritz | Slalom        | 1:02,50    | 1:00,61    | 2:03,11 | 56.     | Ivica Kostelić      |
| 2005, Bormio       | Slalom gigant | 1:47,28    | 1:44,42    | 3:31,70 | 67.     | Hermann Maier       |
| 2005, Bormio       | Slalom        | 1:06,58    | 1:02,48    | 2:09,06 | 52.     | Benjamin Raich      |
| 2007, Åre          | Slalom gigant | nq         | nq         | nq      | 53.     | Aksel Lund Svindal  |
| 2007, Åre          | Slalom        | nq         | nq         | nq      | 46.     | Mario Matt          |
| 2009, Val d’Isère  | Slalom        | 57,11      | 55,66      | 1:52,77 | 47.     | Manfred Pranger     |